# Морквянець гірський
{{#ifeq:0|0|{{#if:Ligusticum mutellina|{{#if:|[[]}}|[[]]}}}}
Морквянець гірський (Ligusticum mutellina) — рослина родини окружкових (Apiaceae). Інші назви — лігустик мутеліновий, лігустикум мутеліновий, у народі також бурич скальний, морква гірська, морква дика, морквівник, морквинець, свиндюх
Це запашна багаторічна трав'яна рослина 10—50 см заввишки. Листки трикутні, тричі перистоскладні, на довгих черешках. Суцвіття — складна парасолька з 7—15 променями без листочків обгортки.
Ареал охоплює Альпи, а також гори Південної Європи та Центральної Європи, у тому числі Українські Карпати. Віддає перевагу свіжим ґрунтам. Росте на пасовищах, гірських луках на висоті від 1 100 до 3 000 м над рівнем моря.

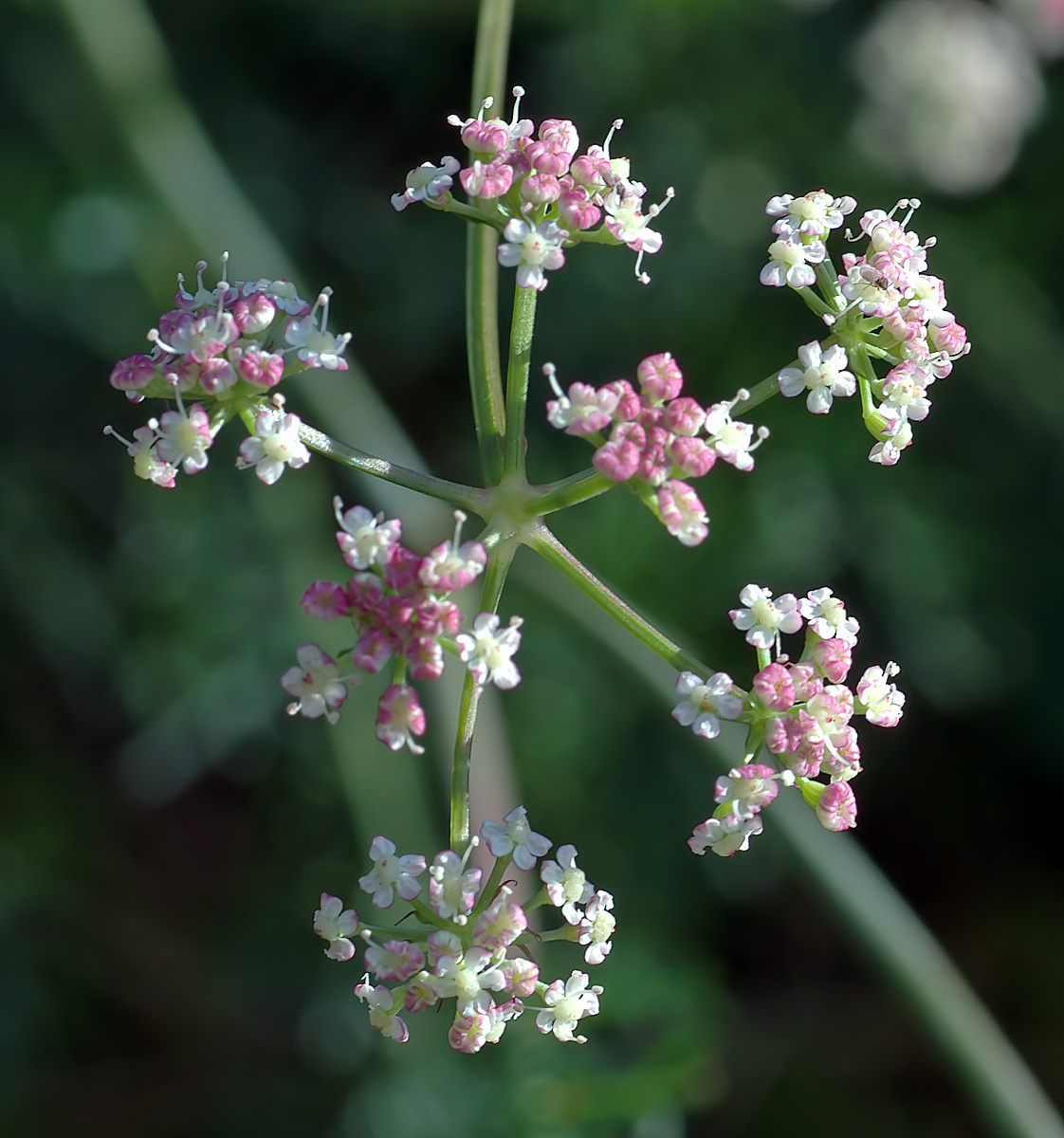
Суцвіття

Цю рослину використовують у кулінарії як петрушку. Крім цього, рослина використовується як приправа до сиру. Екстракт із коріння є постійною складовою частиною численних лікерів із запашних трав і настоянок.
Морквянець гірський вважається найкращою кормовою рослиною Альп. Його молоді пагони багаті на білок і жири, завдяки чому морквянець є доброю кормовою рослиною для худоби. Споживання морквянцю сприяє молочній продуктивності, допомагає при кольках і простуді.
Корінь рослини інтенсивно використовується у народній медицині при здутті, закріпленні шлунку, хворобах печінки, нирок і сечового міхура, а також при деяких жіночих захворюваннях.